# Rotterdams Tij
Rotterdams Tij, voorheen Feyenoord City, is een stedenbouwkundig project in de Nederlandse stad Rotterdam. Het project kreeg gestalte rondom de ontwikkeling van een nieuw stadion voor Feyenoord, renovatie van het huidige stadion en de bouw van woningen. Vanwege Het Nieuwe Stadion kreeg het project de naam Feyenoord City. Nadat de voetbalclub zich terugtrok uit de plannen ging het project verder onder de naam Rotterdams Tij.
Aangrenzend aan het Rotterdams Tij project liggen projectgebieden Stadionpark en Parkstad. Het project ligt in de wijk Feijenoord aan de Nieuwe Maas. Op 29 november 2021 werd begonnen met de bouw van het eerste project binnen de gebiedsontwikkeling.

## Originele opzet: Feyenoord City
Aanvankelijk richtte het stedenbouwkundig project zich op de ontwikkeling van het nieuwe stadion waarbij vier deelprojecten werden gedefinieerd: Nieuw Stadion, De Strip, De Kuip en Stadskant.
Het Nieuwe Stadion had de thuishaven moeten worden voor de Rotterdamse betaald voetbalclub Feyenoord en moest plaats gaan bieden aan 63.000 toeschouwers. Het was de bedoeling dat de bouw van het nieuwe stadion in het eerste kwartaal van 2022 zou beginnen en dat Feyenoord het veld vanaf het seizoen 2025/26 zou kunnen bespelen. Sinds de aankondiging van het project was er veel weerstand tegen het plan. Ook kwam de financiering voor het project moeizaam op gang. In april 2022 maakte de directie van Feyenoord, destijds onder leiding van Dennis te Kloese, bekend af te zien van de bouw van een nieuw stadion aan de rand van de Maas.
De Strip zou voor de verbinding zorgen tussen het nieuwe stadion en de oude, gerenoveerde Kuip. Het werd gepresenteerd als een 600 meter lange, verhoogde promenade met winkels, cafés, restaurants, attracties en uitgaansgelegenheden, waaronder een nieuwe, grotere Pathé-bioscoop ter vervanging van Pathé de Kuip.
Het monumentale voetbalstadion De Kuip zou in de initiële plannen worden gerenoveerd. Er zouden onder andere een museum, bierbrouwerij, woningen en een atletiekbaan in worden aangebracht. Rondom de Kuip, waar op het moment van afblazen van het project nog een groot parkeerterrein lag, zou een park komen en woningen worden gebouwd.
De stadsboulevard, ook wel Urban Bridge genoemd, vormde het vierde deelproject rondom het nieuwe stadion en zou de toegang vormen tot Feyenoord City vanuit het stadscentrum van Rotterdam en loopt vanaf de Laan op Zuid langs het nieuwe stadion. Dit gedeelte omhelsde de realisatie van twee woontorens, een 4-sterrenhotel, een spa/wellness-center, een kleine jachthaven en een steiger voor watertaxi's en waterbussen, waarmee ook dit gebied over water goed bereikbaar zou zijn.
Naast de vier deelprojecten gefocust op de stadionomgeving werden er nog vier deelprojecten gedefinieerd die aan het mega project grenzen. Deelproject Getijdenpark bevond zich aan de rand van het stadion en loopt langs De Veranda tot aan het Eiland van Brienenoord. Het moest als bescherming dienen tegen mogelijke uit koers geraakte schepen in de bocht van de Nieuwe Maas, maar ook als park waarin bezoekers en omwonende kunnen flaneren.
Door de voorgenomen ontwikkeling van De Strip zou er ruimte ontstaan binnen De Veranda waar nieuwe woningen zouden kunnen worden gerealiseerd. Er werden ruim 1.000 nieuwe woningen voorzien in het gebied door de verhuizing van de attracties, uitgaansgelegenheden en winkels naar De Strip.
Op de plek waar anno mei 2021 nog een tankstation en verschillende bedrijfspanden stonden zou het Mallegatpark worden uitgebreid, deelproject nummer drie. Daarnaast zou er een multifunctioneel plein worden gerealiseerd waar op wedstrijddagen plek zou zijn voor 40 touringcars.
Waterfront is het laatste deelproject van het originele Feyenoord City. Hierin werd hoogbouw voorzien met minimaal 600 appartementen. In de plint zouden er gemeenschappelijke functies en horeca gehuisvest worden waardoor er de hele week bedrijvigheid zou zijn in het gebied.

## Vernieuwde opzet: Rotterdams Tij
Na het afblazen van de nieuwe stadionplannen door Feyenoord besloot de gemeente Rotterdam het Feyenoord City-plangebied een andere invulling te gaan geven. In plaats van een nieuw stadion zal er op de plek langs de Nieuwe Maas een nieuwe woonwijk verrijzen, Waterkant. In maart 2023 werd een consultatiedocument gepresenteerd met daarin vier voorbeeld uitwerkingen van de nieuwe woonwijk en drie scenario's met betrekking tot het wel of niet aanwinnen van extra land. Waterkant vormt samen met het Colosseumplot (650 woningen) en het Mallegatplot (193 woningen) deelgebied 1 van het aangepaste plan.
Op 17 april 2024 heeft het college van burgemeester en wethouders de vernieuwde plannen naar de gemeenteraad gestuurd. In de vernieuwde plannen blijft Stadion Feijenoord behouden als voetbalstadion, komt er een nieuw treinstation Stadionpark in plaats van Station Rotterdam Stadion en is de aanlanding van een nieuwe stadsbrug voorzien. Op de plek waar Het Nieuwe Stadion voorzien was zijn nu 4.000 woningen ingetekend. Ook in de deelgebieden eromheen worden nog eens 4.000 tot 5.000 woningen toegevoegd, waaronder in de Stadiondriehoek. Hierdoor kunnen er geen popconcerten meer georganiseerd worden in De Kuip, dat hiervoor gecompenseerd werd door de gemeente. In 2025 zou de aanleg van het Getijdenpark Feyenoord moeten aanvangen. De startbouw van Waterkant is voorzien voor 2027.
De voetbalclub Feyenoord had intussen de Stichting Gebiedsontwikkeling aan de Maas en de gemeente Rotterdam gesommerd te stoppen met het gebruik van de naam Feyenoord City, omdat het inbreuk zou maken op haar merkrecht en de voetbalclub niet langer een belang heeft bij het stedenbouwkundige project. De gemeenteraad stemde op 20 juni 2024 in met het wijzigen van de naam, maar een nieuwe werd nog niet bekend gemaakt. Deze volgde enkele weken later en werd Rotterdams Tij.
Eind 2024 werd een omgevingsvergunning verstrekt voor Atlas (Colosseumplot) als eerste onderdeel van het vernieuwde projectplan Rotterdams Tij. Eerder was het bestemmingsplan voor dit gebied al onherroepelijk geworden. Hiermee kon de bouw aanvangen.

## Aangrenzende projectgebieden

### Parkstad
Parkstad is een nieuwe woonwijk in Rotterdam waarvan de bouw van het eerste deelproject in 2010 is begonnen. Het is gelegen tussen de Afrikaanderwijk, de Kop van Zuid en Feyenoord City, beslaat 35 hectare grond en word ontwikkeld tot stadswijk met ongeveer 2000 woningen en stedelijke voorzieningen zoals winkels, scholen en een zwembad.

### Stadionpark
Stadionpark is een nieuwe woonwijk op het terrein waar voorheen Sportcomplex Varkenoord was en ook Overmaas haar clubgebouw had. Na de verhuizing van Feyenoord 1 naar Trainingscomplex 1908, van de Feyenoord Academy naar het nieuwe Varkenoord en van Overmaas naar Sportcomplex Olympia werd er begonnen met de ontwikkeling van de nieuwe wijk. In een eerder stadium werden er al woningen gerealiseerd in Park De Twee Heuvels en werd de verbinding gemaakt tussen dat park en de nieuw te bouwen woonwijk.
Het eerste bouwproject dat werd gestart in Stadionpark was de bouw van een scholencomplex. Op 11 oktober 2023 werd de eerste paal geslagen.

### De Kaai
Verderop in de wijk Feijenoord wordt er ook gewerkt aan een stedenbouwkundig project rondom de voormalige Unilever-fabriek en DeBrug genaamd De Kaai. In deze autovrije wijk moeten zo'n duizend woningen worden gerealiseerd.